# Jharkhand
Jharkhand (Hindi: झारखंड) is een deelstaat van India. De hoofdstad is Ranchi en de staat heeft 32.988.134 inwoners (2011).
Het grondgebied van Jharkhand behoorde aanvankelijk tot de staat Bihar, maar werd op 15 november 2000 afgesplitst, waarbij het de status kreeg van een afzonderlijke deelstaat. Naast de hoofdstad Ranchi zijn de andere belangrijkste steden Bokaro, Dhanbad en Jamshedpur. Het gebied is ook bekend onder de naam Vananchal.

## Geografie en natuur
Jharkhand wordt begrensd door de staten Bihar in het noorden, Uttar Pradesh in het noordwesten, Chhattisgarh in het westen, Odisha in het zuiden en West-Bengalen in het oosten.
Het grootste deel van de staat ligt op het plateau van Chota Nagpur, waar zich de bronnen van de rivieren de Koel, de Damodar, de Brahmani, de Kharkai en de Subarnarekha bevinden. Het grootste deel van de staat is bosgebied. Dit is het leefgebied van tijgers en Indische olifanten.

## Bestuurlijke indeling
Jharkhand is bestuurlijk onderverdeeld in 24 districten. Hieronder volgt daarvan een lijst.
- Bokaro
- Chatra
- Deoghar
- Dhanbad
- Dumka
- Garhwa
- Giridih
- Godda
- Gumla
- Hazaribagh
- Jamtara
- Khunti
- Koderma
- Latehar
- Lohardaga
- Pakur
- Palamu
- Ramgarh
- Ranchi
- Sahebganj
- Saraikela Kharsawan
- Simdega
- Pashchimi Singhbhum
- Purbi Singhbhum

## Bevolking
Jharkhand is de thuisstaat van een aantal talen die tot drie belangrijke taalfamilies behoren. De Indo-Arische talen omvatten Sadri, Hindi, Bengaals en Urdu. De Mundatalen zijn Santali, Mundari, Bhumij en Ho, en de Dravidiaanse talen Kurukh en Sauria Paharia.

## Cultuur
De stammen- of krijgersdans Chhau kent drie types, waarvan er een uit Seraikela in het Jharkhandse district Seraikela Kharsawan afkomstig is. Dit danstype heeft de aanbidding van Ganesha tot doel en er bestaan tegenwoordig drie types van. De dans in deze regio heet eenvoudigweg Seraikela Chhau.
De regio Hazaribagh staat bekend om zijn neolithische rotstekeningen. De traditie leeft voort in het werk van de tribale kunstenaars, meestal vrouwelijke kunstenaars. Deze kunst, nu vaak op papier, is afgeleid van traditionele muurschilderingen. Het handgeschept papier is behandeld met aarde en lijm, en de ontwerpen zijn gemaakt met verf gemaakt van natuurlijke pigmenten. De ontwerpen kunnen verder worden uitgewerkt door het slepen van een kam door de verf. Typische onderwerpen zijn dieren, vogels en planten.